# Acaciella
Acaciella – rodzaj należący do rodziny bobowatych i podrodziny brezylkowych (dawniej w mimozowych). Obejmuje 23 gatunki występujące od północnej Argentyny do środkowej części Stanów Zjednoczonych. Taksony te bywają włączane do rodzaju akacja (Acacia).

## Systematyka
Pozycja według APweb (aktualizowany system APG III z 2009)
Jeden z rodzajów zaliczanych tradycyjnie do podrodziny mimozowych Mimosaceae w obrębie bobowatych Fabaceae s.l. W obrębie mimozowych należy do plemienia Acacieae. W 2017 mimozowe umieszczone zostały w podrodzinie brezylkowych Caesalpinioideae.
Wykaz gatunków
- Acaciella barrancana (Gentry) L. Rico
- Acaciella bicolor Britton & Rose
- Acaciella calderonii (Standl.) Britton & Rose
- Acaciella carbonaria (Schltdl.) Britton & Rose
- Acaciella chamelensis (L. Rico) L. Rico
- Acaciella ciliata Britton & Rose
- Acaciella delicata Britton & Rose
- Acaciella durangensis Britton & Rose
- Acaciella elongata Britton & Rose
- Acaciella ferrisiae Britton & Rose
- Acaciella glauca (L.) L. Rico
- Acaciella goldmanii Britton & Rose
- Acaciella holwayi Britton & Rose
- Acaciella houghii Britton & Rose
- Acaciella laevis (Standl.) Britton & Rose
- Acaciella ortegae Britton & Rose
- Acaciella painteri Britton & Rose
- Acaciella penicillata (Standl.) Britton & Rose
- Acaciella sousae (L. Rico) L. Rico
- Acaciella stipellata (Schltdl.) Britton & Rose
- Acaciella umbellifera (Kunth) Britton & Rose
- Acaciella velutina Britton & Rose